# Élections législatives ivoiriennes de 1995
Les élections législatives ivoiriennes de 1995 ont lieu le 25 novembre 1995. Elles ont pour but d’élire les 175 députés de l'Assemblée nationale pour 5 ans. C'est à nouveau, après la présidentielle un succès pour le PDCI. Seuls 3 partis sont représentés à l'Assemblée pour la IXe législature.

## Composition de l'Assemblée nationale
|  | Nom                                 | Sièges |
|  | ----------------------------------- | ------ |
|  | Parti démocratique de Côte d'Ivoire | 148    |
|  | Rassemblement des républicains      | 14     |
|  | Front populaire ivoirien            | 12     |
|  | Vacant                              | 1      |
|  | Total                               | 175    |

## L'échec du PIT
Le PIT, grand perdant de ces élections a perdu un mois auparavant la présidentielle. Francis Wodié étant l'unique candidat à s'opposer à Henri Konan Bédié et à représenter le parti aux législatives. Mais, il perd son siège au profit du FPI.